# Tolbă

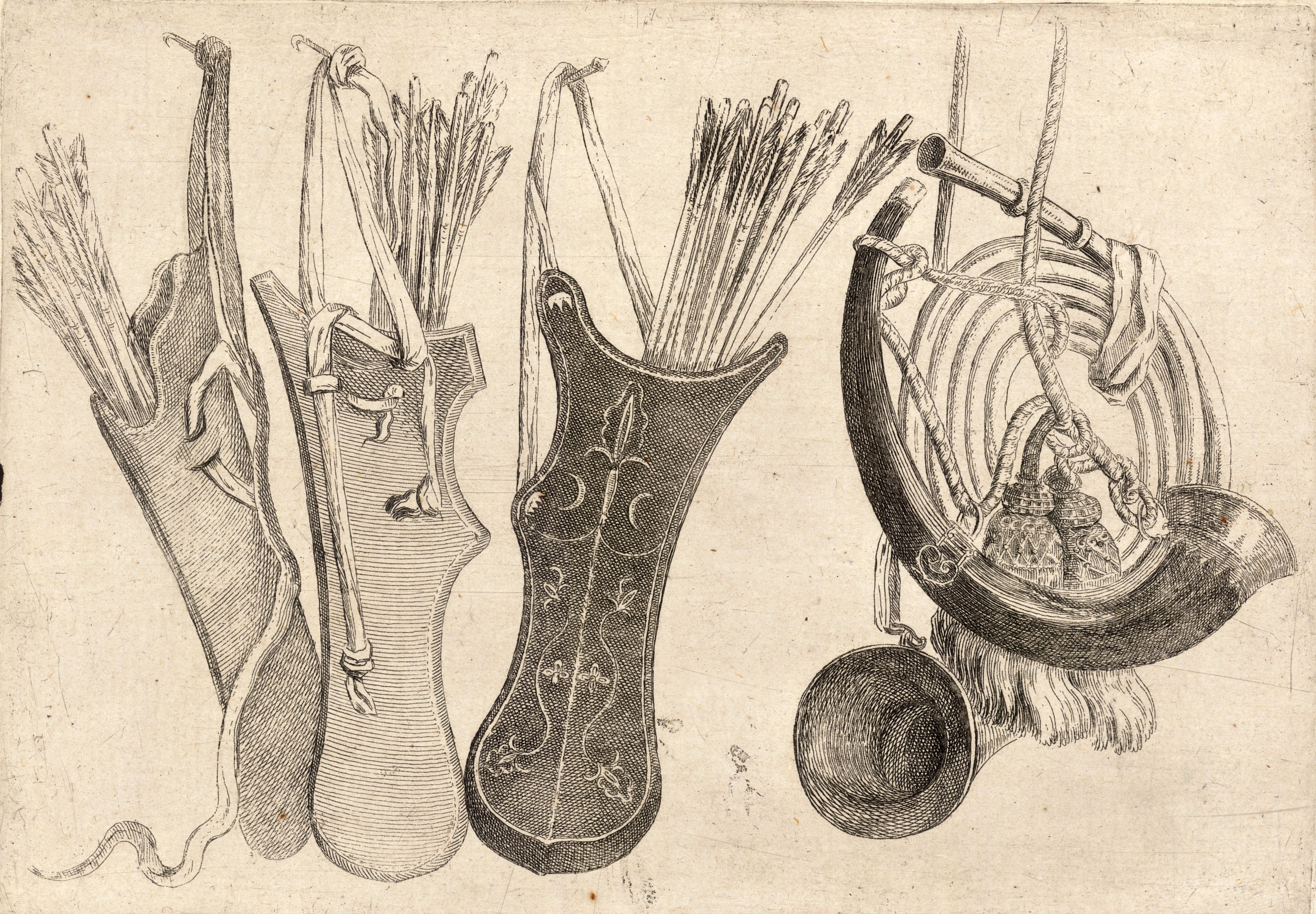
Tolbe

O tolbă este un recipient pentru săgeți, muniție, proiectile, lănci sau sulițe. Poate fi purtat pe corpul unui arcaș, pe arc sau pe sol, în funcție de tipul de tragere și de preferința personală a arcașului. Tolbele erau în mod tradițional făcute din piele, lemn, blănuri și alte materiale naturale, dar acum sunt adesea făcute din metal sau plastic.
  Materiale media legate de Tolbă la Wikimedia Commons